# 伦理学 (斯宾诺莎)

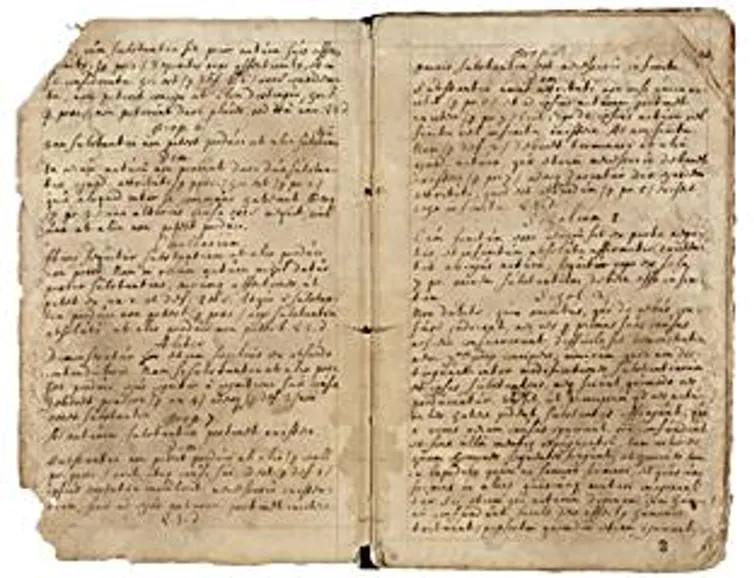
巴魯克·德·斯賓諾莎的手稿：梵蒂岡圖書館中的倫理學資料

《伦理学》，全稱《以幾何順序證明的倫理學》（拉丁語：Ethica, ordine geometryo Demonstrata），是哲學家巴魯赫·斯賓諾莎用拉丁語寫成的哲學論文。 它創作於1661年至1675年之間，並於1677年在斯賓諾莎死後首次出版。
此書有別於其他哲學論文的最大特色，在於它是首位將歐幾里得《幾何原本》中使用的數學推論方法應用於哲學上。他通過少量定義和公理，試圖從中推導出數百個命題和推論，例如“當心靈想像自己缺乏力量時，它會為此感到悲傷”，“一個自由的人想到的只有死亡”，“人的心靈不會被身體的消失而被完全摧毀，它仍然存在一些永恆的東西”。